# فطومة شرقية
فطومة شرقية قرية سورية تتبع ناحية اليعربية في منطقة المالكية التابعة لمحافظة الحسكة. بلغ عدد سكانها 400 نسمة عام 2004.